# Stænklap
En stænklap er et stykke gummi, som enten er monteret på en bil- eller cykelskærm, og har til formål at beskytte omgivelserne mod stænk.
Som regel ses de på biler og tilsvarende køretøjer, hvor de er lovbefalede, såfremt køretøjets opbygning i sig selv ikke opfylder kravene til beskyttelse mod tilstænkning.
Stænklapper ses også på visse industrimaskiner der arbejder med olie eller andre væsker.
Også på fejemaskiner ses ofte stænklapper der skal minimere risikoen for at folk rammes af det opfejede affald.
- Wikimedia Commons har flere filer relateret til Stænklap